# Aubrunnerweg
Der Aubrunnerweg ist eine Straße in der oberösterreichischen Landeshauptstadt Linz. Sie befindet sich im Ortsteil Auhof der Katastralgemeinde Katzbach (Statistischer Bezirk Dornach-Auhof) und wurde 1858 nach einem ehemaligen, gleichnamigen Bauerngut benannt.

## Lage und Charakteristik
Der rund 500 Meter lange Aubrunnerweg zweigt im Norden von der Altenberger Straße in südöstlicher Richtung ab. Er vollzieht nach den Gebäuden Aubrunnerweg 37–41 einen 90 Grad Knick nach Südwesten und endet kurz danach. Die Fortsetzung des Aubrunnerwegs wird als Julius-Raab-Straße bezeichnet. Die linksseitige Verbauung des Aubrunnerwegs stammt aus der Zeit des Nationalsozialismus. Auf der rechten Seiten liegt die Endhaltestelle der Straßenbahnlinien 1 und 2 sowie die Schul- und Sportanlagen des (Bundes)-Schulzentrums Auhof. Das ehemalige Aubrunnergut befand sich südöstlich der heutigen Wohngebäude Aubrunnerweg 37–41.

## Gebäude

### Ehemalige Infanteriekaserne
Südlich des Schloss Auhof plante die Wehrmacht eine große Infanteriekaserne, die ein auf der Ebene des Schlatenfeld geplantes Wohngebiet (Entwurf: Roderich Frick) im Osten abschließen sollte. Der Großteil des Projektes wurde jedoch 1942 großteils zurückgestellt. Neben den Hauptgebäuden sah der Plan für die Infanteriekaserne fünf Mannschaftshäuser (Aubrunnerweg 13–41) sowie ein Wirtschaftsgebäude, Pferdeställe, einen Pferdekrankenstall sowie eine Waffenmeisterei vor. Zur Ausführung kam jedoch nur das Hauptgebäude und die Mannschaftshäuser. Die fertiggestellten Gebäude wurden nach Kriegsende von den sowjetischen Besatzungstruppen genutzt, ab 1956 bzw. 1965 erfolgte der Umbau zu Wohnungen. 

#### Nr. 1–11
Das Gebäude Aubrunnerweg 1–11 (= Altenberger Straße 50–56) bildet eine hufeisenförmige Anlage, die durch einen modernen Quertrakt (Nr. 1 a) zur Altenberger Straße hin abgeschlossen wird. Die zwischen 1940 und 1941 vom Heeresbauamt ausgeführte Anlage verfügt in der Mittelachse über ein mächtiges, mehrfach profiliertes Granitrundbogenportal mit profilierten Kämpfern und Keilstein. Über dem Portal befindet sich eine Marmorkartusche mit der Inschrift: „Der Infanterie gebührt die Krone“. Die Südostecke der Anlage wurde nahezu quadratisch als vorspringender Wohnturm ausgeführt. Die Anlage wird heute für Wohnungen und Institute der Johannes Kepler Universität Linz (JKU) genutzt. Zudem ist hier die Betriebskrabbelstube der JKU sowie der Pfarrcaritas Kindergarten St. Berthold untergebracht.

#### Nr. 13–17, 19–23, 25–29, 31–35, 37–41
Die fünf zweigeschoßigen, langgezogenen Wohnblöcke wurden nahezu parallel zueinander angeordnet. Sie verfügen über Pultdächer und eine schlichte Fassadengliederung im Stil einfacherer NS-Siedlungen. Etwas abweichend vom üblichen NS-Stil sind jedoch die Fenster- und Türendetails.

### Nr. 4 Bundesschulzentrum
Der Komplex des Schulzentrums Auhof umfasst das Europagymnasium Auhof mit der Linz International School Auhof und die Höhere Lehranstalt für wirtschaftliche Berufe HLW Linz-Auhof. Zur großen Schulanlage gehören auch großzügige Sportanlagen.

### Nr. 43 Volksschule
Das Gebäude beherbergt neben einer Volksschule (Volksschule 51) auch die englischsprachige Privatschule Anton Bruckner International School (Volksschule 53). Die Schule wird vom Schulverein der Kreuzschwestern betrieben. Von November 1956 bis Ende des Schuljahres 2013/14 befand sich in dem Gebäude auch eine Hauptschule (Hauptschule 24).